# Agua carbonatada

Un vaso de agua carbonatada en el cual se ven las burbujas de dióxido de carbono.

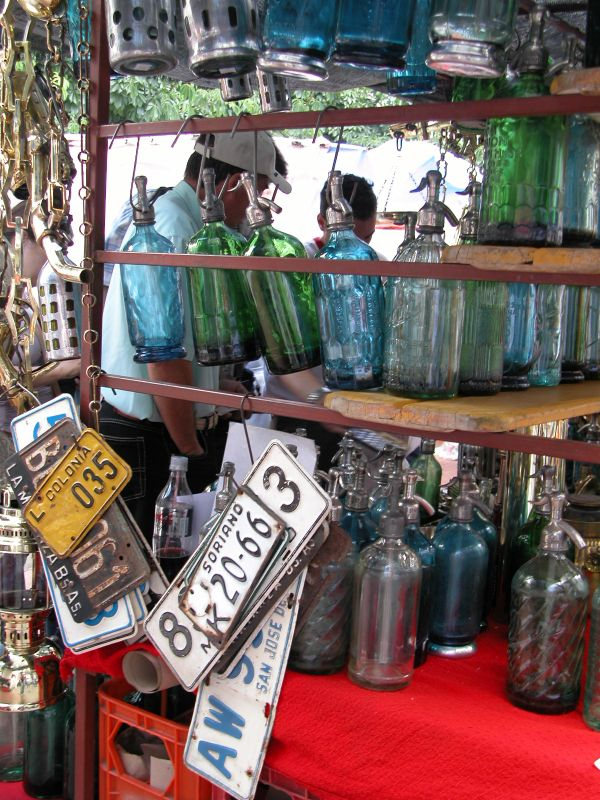
Antiguos sifones exhibidos en una feria de Montevideo.

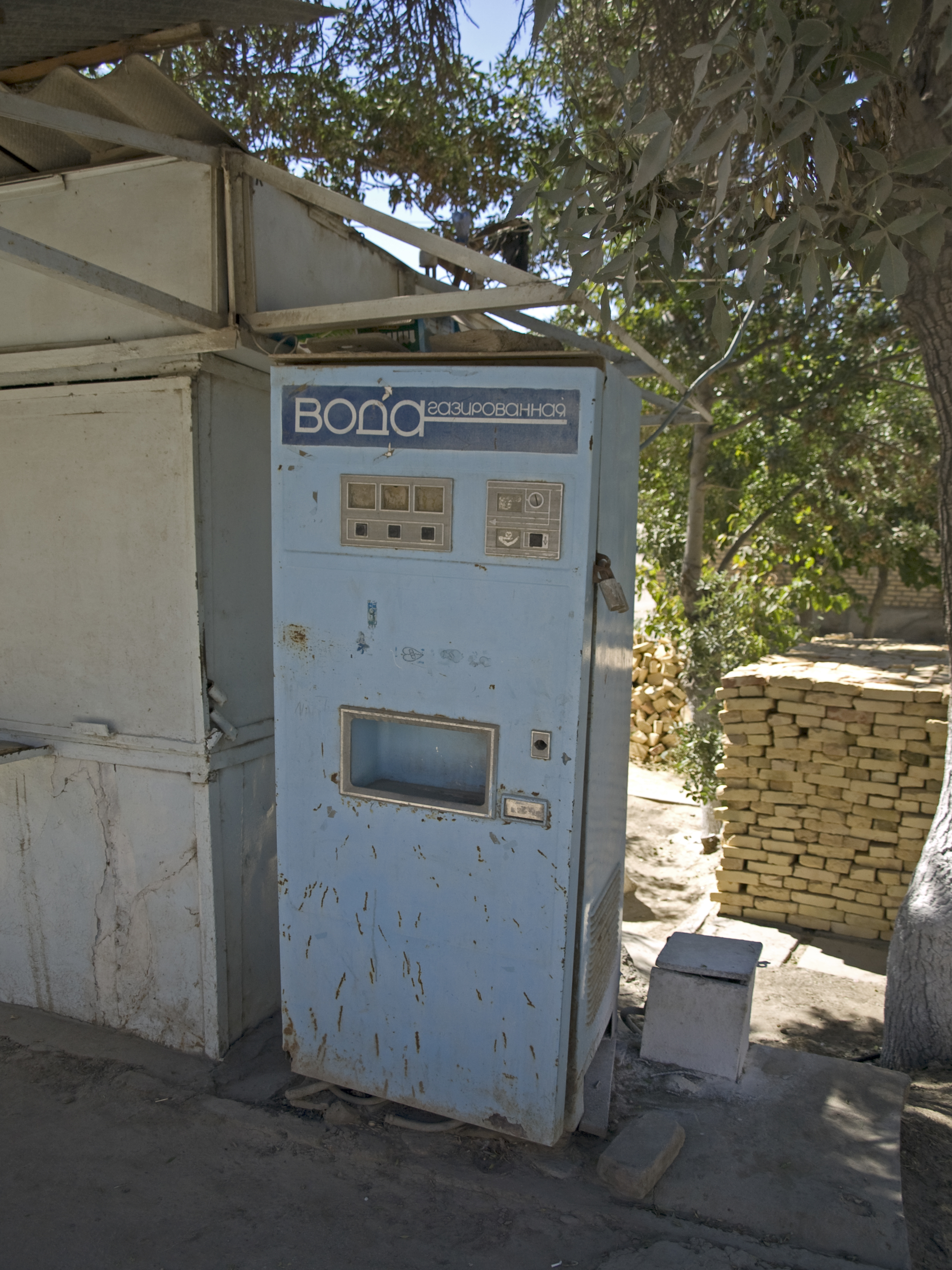
Máquina expendedora de agua carbonatada, fuera de servicio y de la época soviética, Bukhara.

El agua carbonatada es agua que contiene ácido carbónico (H2CO3) que, al ser inestable, se descompone fácilmente en agua y dióxido de carbono (CO2), el cual sale en forma de burbujas cuando la bebida se despresuriza. Cuando tiene un mayor contenido de minerales, por provenir de deshielo se la denomina agua mineral gasificada; si se obtienen los minerales artificialmente se la denomina agua gasificada artificialmente mineralizada.
Cabe resaltar que en algunos países se le da el nombre de soda, gaseosa o club soda al agua carbonatada cuando se le añade bicarbonato, mientras que al agua carbonatada simple se le denomina agua con gas, agua gasificada, agua de Seltz o también popularmente sifón.
Históricamente, las primeras aguas carbonatadas se preparaban añadiendo bicarbonato de sodio a la limonada. Una reacción química efervescente entre el bicarbonato de sodio y el ácido cítrico del limón produce dióxido de carbono que se libera en forma de gas (de ahí la efervescencia).
Los farmacéuticos eran quienes las preparaban. Pero pronto se expendieron en hoteles y restaurantes. Eran llamados también sodas refrescantes, polvos refrescantes o polvos gasíferos. En la actualidad se refieren a estos polvos como «agua de litines» (neologismo de Lethines).  
Estos sobres proporcionaban un agua alcalina y con litio, al que se lo consideraba beneficioso con propiedades en la curación de varias enfermedades.
De manera industrial, el agua carbonatada se prepara añadiendo ácido carbónico y dióxido de carbono en una reacción exotérmica en tanques de almacenamiento a presión para que no exista despresurización y disociación de los minerales. De este proceso, sale como residuo carbonato de calcio.
Por lo general, el agua carbonatada se consume combinada con bebidas alcohólicas como whisky, Campari, ginebra o vino, aunque hay personas que la suelen consumir por sí sola. También se emplea para, añadiéndole saborizantes, producir diversas bebidas carbonatadas.

## Química
El agua con dióxido de carbono produce un equilibrio químico con el ácido carbónico:
H2O + CO2 <---> H2CO3
H2CO3 <---> H+ + HCO3-
HCO3- <---> H+ + CO3-2=

## Actualidad
Actualmente, el agua carbonatada se manufactura pasando dióxido de carbono presurizado por el agua en un proceso conocido como carbonación. Esto incrementa la solubilidad. Por ejemplo, en un recipiente con agua a alta presión se disuelve más CO₂ que bajo condiciones atmosféricas normales. Cuando se reduce la presión, por ejemplo, al abrir la botella, el gas se disocia de la solución, creando las burbujas características.
En algunos países la legislación prescribe que se identifique la presentación del agua carbonatada con algún elemento que la distinga del agua sin carbonatar. Un ejemplo lo constituye el caso de Chile, donde el color de la tapa del envase determina si el agua embotellada es carbonatada o no; así se tiene por ejemplo:
- Rojo = agua no gasificada.
- Azul = agua gasificada.
- Verde = agua semigasificada (50 %).

## Usos

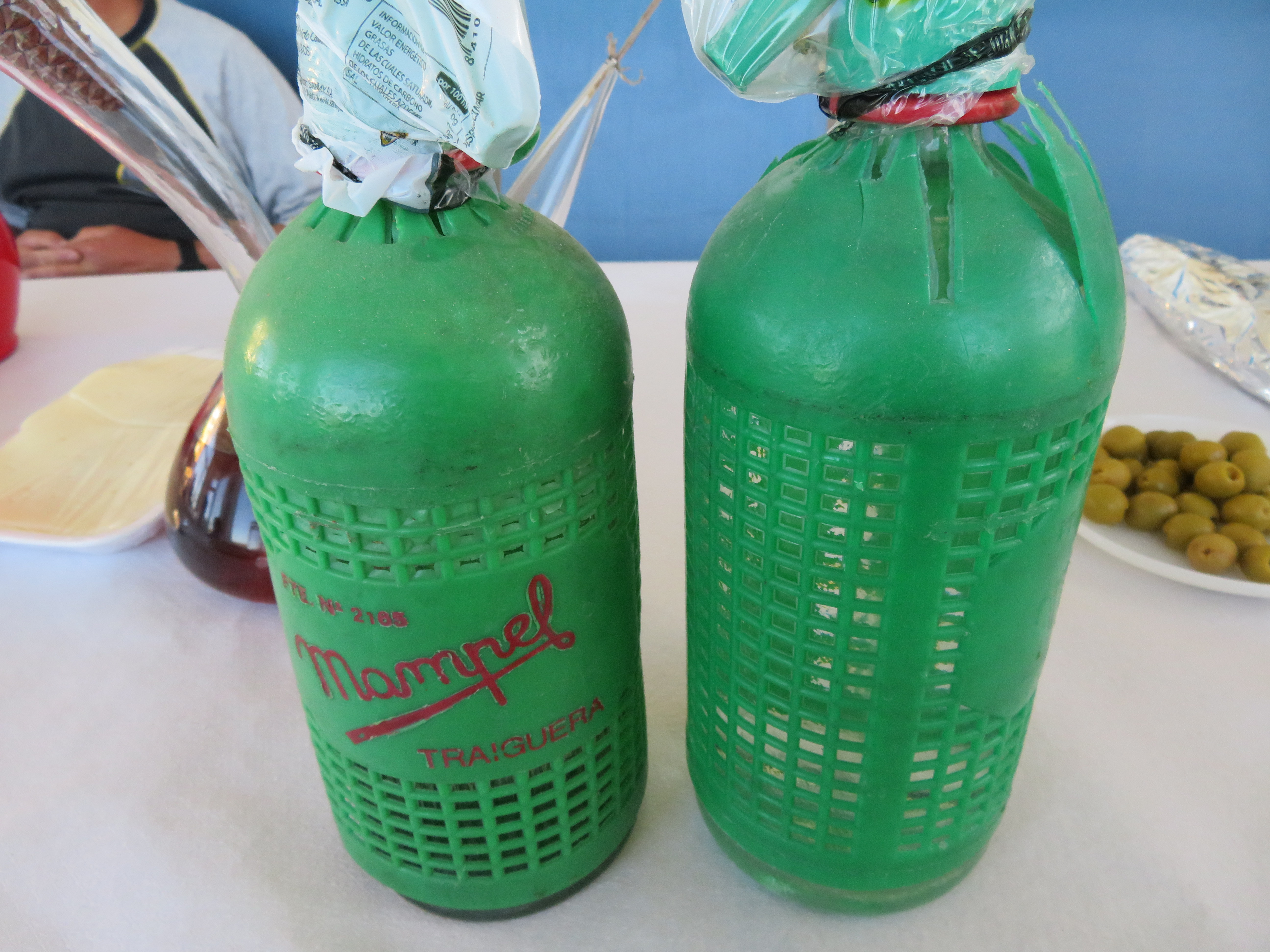
Sifones con agua carbonatada (Traiguera, España).

Las formas más popular de agua carbonatada son las saborizadas, y se les llama comúnmente gaseosas o refrescos (aunque este nombre también se aplica a las que no son gasificadas). Estos se venden ampliamente en todo el mundo. 
También se suele tomar sola junto con las comidas. 
Por otra parte, el agua carbonatada se considera útil para eliminar manchas, por ejemplo, de café o de la plata. Un método comúnmente usado para evitar las manchas de vino tinto es esparcir sal en la mancha y después aplicar una cantidad generosa de agua carbonatada.